# Секурічень
Секурічень, Секурічені (рум. Securiceni) — село у повіті Сучава в Румунії. Входить до складу комуни Удешть.
Село розташоване на відстані 349 км на північ від Бухареста, 10 км на південний схід від Сучави, 104 км на північний захід від Ясс.

## Населення
За даними перепису населення 2002 року у селі проживали 162 особи, усі — румуни. Усі жителі села рідною мовою назвали румунську.